# Baalsaurus
Baalsaurus mansillai is een plantenetende sauropode dinosauriër, behorend tot de Titanosauriformes, die tijdens het late Krijt leefde in het gebied van het huidige Argentinië.

## Vondst en naamgeving
Juan Eduardo Mansilla, een technisch medewerker van het Geologisch en Palentologisch Museum van de Nationale Universiteit van Comahue (Universidad Nacional del Comahue), vond in het Parque Natural Geo-Paleontológico Proyecto Dino, op de Baal-vindplaats bij de noordoostelijke oever van het Lago Barreales, de kaak van een sauropode. De vondst werd in 2015 gemeld in de wetenschappelijke literatuur.
In 2018 benoemden en beschreven Jorge Orlando Calvo en Bernardo Gonzáles Riga de typesoort Baalsaurus mansillai. De geslachtsnaam verwijst naar de Kanaïtische vruchtbaarheidsgod Baäl. De soortaanduiding eert Mansilla als ontdekker.
Het holotype, MUCPv - 1460, is gevonden in een laag van de Portezueloformatie die dateert uit het Turonien-Coniacien, ongeveer negentig miljoen jaar oud. Het bestaat uit een vrijwel volledig rechterdentarium van de onderkaak. De tanden ontbreken op één vervangingstand na. Het is pas de negende onderkaak die van een titanosauriër is beschreven.

## Beschrijving

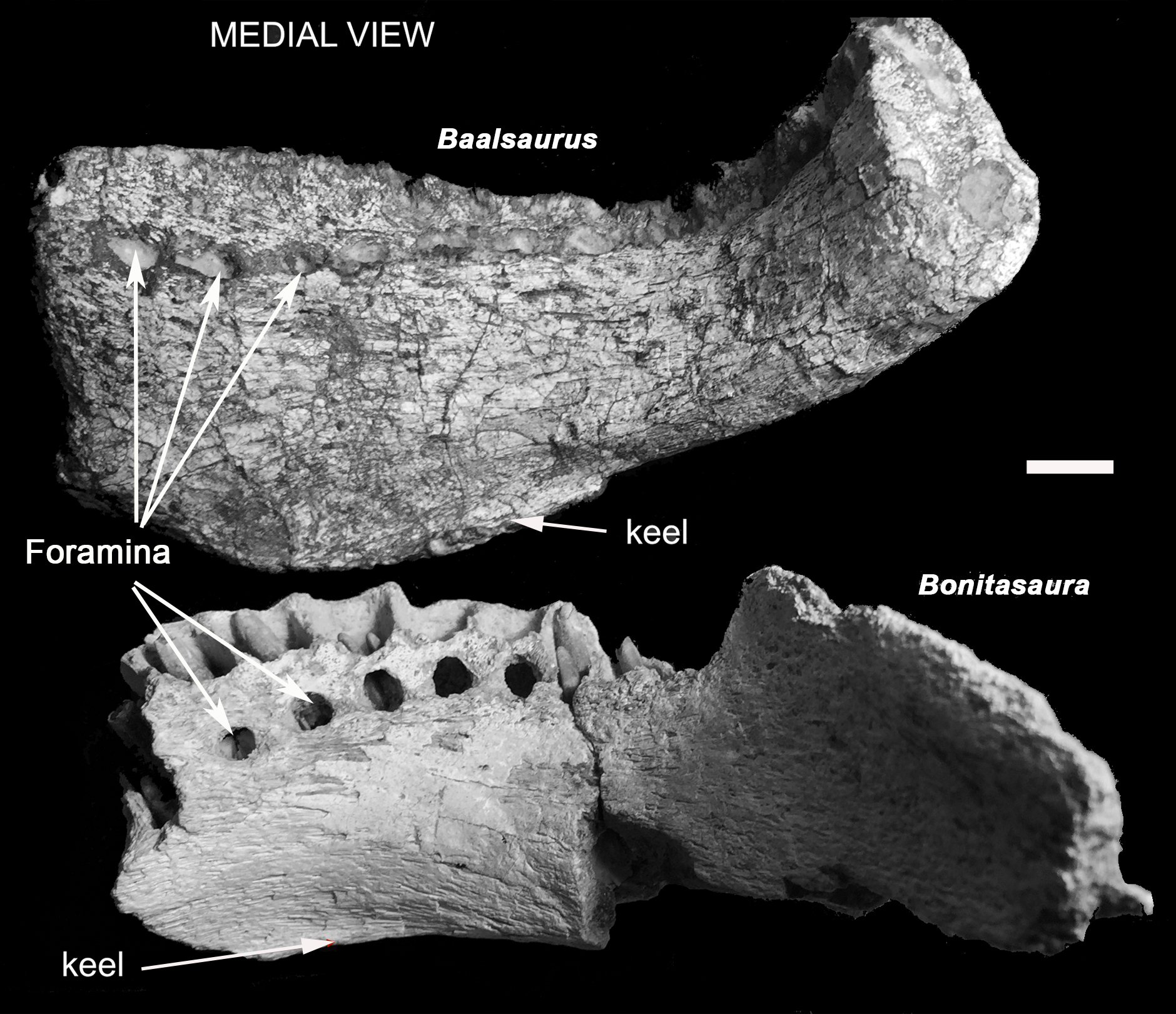
Het holotype van Baalsaurus vergeleken met de kaak van Bonitasaura, onder

Het dentarium is wat groter dan dat van het holotype van Bonitasaura waarvan de lengte op negen meter is geschat.
De beschrijvers wisten een unieke combinatie van kenmerken vast te stellen. Het dentarium heeft tien tandkassen in de voorste tak. De symfyse, het vergroeiingsvlak met het andere dentarium, is naar beneden en naar voren gebogen. De fossa Meckeliana is wijd en laag en wordt aan de onderkant begrensd door een dunne richel die een kiel vormt aan de onderrand van het dentarium.
Onderkaken van titanosauriërs zijn te verdelen in die met een U-vorm en die met een L-vorm. In het laatste geval vormen de dentaria samen een rechthoekige structuur. Het dentarium van Baalsaurus is duidelijk L-vormig met takken die een haakse hoek maken. Daarbij is de voorste tak van de L, die een brede voorrand overdwars vormt, verreweg het langst en draagt tien tanden. De kortere achterste of zijdelingse tak draagt nog eens drie tanden voor een totaal van dertien. Die tanden zijn kleiner. De grootste tand bevindt zich in de hoek. De voorrand is zeer hoog en vormt een enorme "kin" met echter een bovenaan bol voorste profiel dat iets naar voren helt. De fossa Meckeliana verwijdt zich sterk naar voren en onderen toe, zodat de "kiel" aan de voorste onderrand van de kaak ligt

## Fylogenie
Baalsaurus werd binnen de Titanosauria in de Titanosauridae geplaatst, echter zonder exacte kladistische analyse.